# Jean d'Ormesson
Jean d'Ormesson, (París 1925 - Neuilly-sur-Seine 2017) filòsof, periodista i escriptor francès, membre de l'Acadèmia Francesa.

## Biografia
Jean d'Ormesson, nascut com a Jean Bruno Wladimir François de Paule Lefèvre d'Ormesson i conegut com a Jean d'O, va néixer a París el 16 de juny de 1925. Fill d'André d'Ormesson (1877-1957), marquès d'Ormesson, ambaixador de França i de la marquesa Marie Henriette Anisson du Perron (1892-1975), en el si d'una família de consellers d'estat, de parlamentaris i d'ambaixadors.
Motivat per l'activitat diplomàtica del seu pare visqué a Alemanya, Romania i el Brasil.
Estudià a les escoles Louis-le-Grand i Henri-IV de París. Llicenciat en lletres i història, diplomat en estudis superiors de filosofia.
El 2 d'abril de 1962 es casà amb François Béghin i el 10 d'octubre de 1962 nasqué la seva única filla, Héloise.
Fou escollit membre de l'Acadèmia Francesa el 18 d'octubre de 1973 amb la butaca 12, que havia ocupat Jules Romains.
Paral·lelament a la seva activitat intel·lectual, ocupà diferents llocs en ministeris, com Educació Nacional - 1958-59-, i Joventut i Esports -1958-65.
Fou director general del diari Le Figaro (1974-1977), redactor en cap del setmanari "Diogène", i secretari general (1950) i president (1992-96) del Consell Internacional de la Filosofia i de les Ciències Humanes (CIPSH) de la UNESCO.
El 1991 presidí el jurat del Premi del Llibre Inter.
Treballà com a periodista a revistes com Paris Match, Nice Matin i Ouest France, i fou col·laborador habitual de programes de televisió com a comentarista de l'actualitat política i cultural.
L'any 2012 col·laborà en la pel·lícula Les Saveurs du palais, de Christian Vincent, inspirada en la vida de Danièle Mazeut-Delpeuch, en la qual interpretà el paper de François Mitterrand.
Morí a causa d'una crisi cardíaca a Neuilly-sur-Seine el 5 de desembre de 2017.

## Premis i honors
- Gran creu de la Legió d'Honor
- Oficial de l'orde nacional del Mèrit
- Gran premi de novel·la de l'Acadèmia Francesa per "La Gloire de l'Empire" (1971)
- L'any 2015 la seva obra es va incloure en la col·lecció "Pléiade" de l'editorial Gallimard, sent el 16è autor en vida en ser incorporat a la col·lecció.[7]

## Obres principals
- "La Gloire de l'Empire" (1971)
- "Au plaisir de Dieu" (1974)
- "Dieu, sa vie, son oeuvre" (1981)
- "Jean qui grogne et Jean qui rit" (1984)
- "Histoire du juif errant" (1991). Traducció al català de Pau Joan Hernàndez. Ed. Columna, 2000.
- "C'est une chose étrange à la fin que le monde" (2010)
- "Je dirai malgré tout que cette vie fut belle" (2016)
- "Et moi, je vis toujours" (2018)